# سولومون ووكر
سولومون ووكر (بالإنجليزية: Solomon Walker)‏ هو عازف باس أمريكي، ولد في 6 ديسمبر 1971 في ويلميت في الولايات المتحدة.

## وصلات خارجية
- سولومون ووكر على موقع IMDb (الإنجليزية)
- سولومون ووكر على موقع ميوزك برينز (الإنجليزية)
- سولومون ووكر على موقع ديسكوغز (الإنجليزية)